# Coelogynopora
Coelogynopora är ett släkte av plattmaskar. Coelogynopora ingår i familjen Coelogynoporidae.

## Dottertaxa tillCoelogynopora, i alfabetisk ordning[1][2]
- Coelogynopora alata
- Coelogynopora axi
- Coelogynopora biarmata
- Coelogynopora birostrata
- Coelogynopora brachystyla
- Coelogynopora bresslaui
- Coelogynopora cassida
- Coelogynopora cochleare
- Coelogynopora coniuncta
- Coelogynopora distortofolio
- Coelogynopora erotica
- Coelogynopora faenofurca
- Coelogynopora falcaria
- Coelogynopora forcipis
- Coelogynopora frondifera
- Coelogynopora gallica
- Coelogynopora gigantea
- Coelogynopora gynocotyla
- Coelogynopora hamulis
- Coelogynopora hangoensis
- Coelogynopora hymanae
- Coelogynopora junxtaforcipis
- Coelogynopora nodosa
- Coelogynopora poaceaglandis
- Coelogynopora scalpri
- Coelogynopora schultzii
- Coelogynopora sequana
- Coelogynopora sewardensis
- Coelogynopora solifer
- Coelogynopora steinböcki
- Coelogynopora tenuiformis
- Coelogynopora tenuis
- Coelogynopora visurgis